# Ana Hatherly

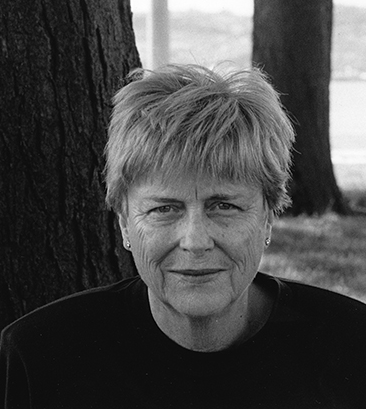
Ana Hatherly

Ana Hatherly (* 8. Mai 1929 in Porto, Portugal; † 5. August 2015 in Lissabon) war eine portugiesische Schriftstellerin, Malerin, Künstlerin, Filmemacherin, Philologin und Hochschullehrerin.
Sie gilt als bedeutende Vertreterin der Experimentellen Lyrik in Portugal und war vor allem als Lyrikerin, Essayistin, Germanistin und Hispanistin bekannt.

## Leben und Wirken
Ana Hatherly studierte Germanistik an der Universität Lissabon und machte ihre Promotion in Hispanistik an der Berkeley University in Kalifornien (USA). 1958 erschien ihr erstes Buch, ein Gedichtband, dem zahlreiche weitere Bücher folgten, darunter allein zwanzig Bände an Lyrik bzw. Poesie. Damit und einigen Performances avancierte sie in den 1960er und 1970er Jahren zu einer der herausragenden Gestalten der experimentellen Lyrik in Portugal, vor allem im Movimento da Poesia Experimental (Po-Ex).
Als Hochschullehrerin wirkte sie bis Mitte der 1990er Jahre und wurde 1994 Gründerin und erste Präsidentin des Instituto de Estudos Portugueses an der Universidade Nova de Lisboa, wo sie auch als Professorin tätig war. 1980 und 1981 war sie Chefredakteurin der Literaturzeitschrift Loreto 13. Außerdem war sie zwischen 1992 und 1994 Chefin des portugiesischen PEN-Clubs.
Ihr künstlerisches Werk umfasst rund zweihundert Werke der Malerei und an Collagen. Es wurde auf den Kunstbiennalen in Venedig und São Paulo gezeigt und ist vor allem im Museu Serralves in Porto und Museu do Chiado in Lissabon zu sehen.
Filmschaffend war sie vor allem in den 1970er Jahren, als sie eine Tätigkeit an der London Film School ausübte. In dieser Zeit entstanden vier experimentelle Kurzfilme.
Ihr literarisches Werk oder Teile davon wurden auch ins Deutsche, Englische, Französische, Spanische, Italienische, Chinesische und Japanische übertragen.  Auf Deutsch erschien 1999 das Buch Tisanas in der Edition Transavia, Berlin.
Über sie wurde 2003 die Dokumentation A mão inteligente gedreht.
Sie war Mitglied der Hispanic Society of America und lebte in Lissabon. Ana Hatherley starb im Alter von 86 Jahren im August 2015 in Lissabon eines natürlichen Todes.

## Werk (Auswahl)
- Ritmo Perdido, 1958, Lyrik
- O ladrão cristalino, 1997, Essays
- Um calculador de Improbalidades, 2001, Lyrik
- O Pavão negro, 2003, Lyrik
- Intinerarios, 2003, Lyrik
- Fibrilaçoes, 2005, Lyrik
- Idade de escrita e outros poemas, 2005, Lyrik
- 463 Tisanas, 2006, Lyrik (dt.: Tisanas [Auswahl], 1998)
- A neo-penelope, 2007, Lyrik

## Filmografie (Auswahl)
- 1976: Revolução

## Auszeichnungen (Auswahl)
- Medalha de Merito Oskar Nobiling, Rio de Janeiro, 1978.
- Premio de Poesia PEN Clube, 1999.
- Premio de Ensaio, 2000.
- Premio Evelyne Encelot, 2003.
- Premio de Critica, 2003.
- Hannibal Lucic Prize (Kroatien), 2003.
- Woman of the year des American Biographical Institute of North Carolina, 2005.